# Кэйтё
Кэйтё или Кётё (яп. 慶長 кэйтё:, радость продолжается) — девиз правления (нэнго) японских императоров Го-Ёдзэя и Го-Мидзуноо, использовавшийся с 1596 по 1615 год .

## Продолжительность
Начало и конец эры:
- 27-й день 10-й луны 5-го года Бунроку (по григорианскому календарю — 16 декабря 1596);
- 13-й день 7-й луны 20-го года Кэйтё (по григорианскому календарю — 5 сентября 1615).

## Происхождение
Название нэнго было заимствовано из классического древнекитайского сочинения «Мао ши чжу шу» (кит. 毛詩注疏, пиньинь Máo shī zhùshū, буквально: «Книга песен» [в редакции древнего ученого] Мао с комментарием и субкомментарием»):「文王功徳深厚、故福慶延長」.

## События
- 1-й год Кэйтё (1596 год):
  - Проведение церемонии совершеннолетия Тоётоми Хидэёри;
  - Казнь 26 японских христиан;
- 2-й год Кэйтё (1597 год):
  - Второе вторжение Тоётоми Хидэёси в Корею;
  - 7 день 3 луны (23 апреля 1597 года) — Хидэёси издал указ о создании пятидворок и десятидворок и об их круговой поруке[6];
  - Извержение вулкана Асамаяма;
- 3-й год Кэйтё (1598 год):
  - Повторное извержение вулкана Асамяма;
  - 18 день 7 луны (19 августа 1598 года) — Хидэёси установил принципы начисления и взимания подати[6];
  - 18-й день 8-й луны (18 сентября 1598 года) — Тоётоми Хидэёси скончался в своем замке Фусими в возрасте 63 лет[7];
- 4-й год Кэйтё (1599 год):
  - Выход первого печатного издания «Нихон Сёки»;
  - Токугава Иэясу прибыл в замок Осака;
- 5-й год Кэйтё (1600 год):
  - 15-й день 9-й луны (21 октября 1600 года) — битва при Сэкигахара: Токугава и союзники одержали решительную победу над противниками[7];
  - В Японию прибыл Уильям Адамс;
- 6-й год Кэйтё (1601 год):

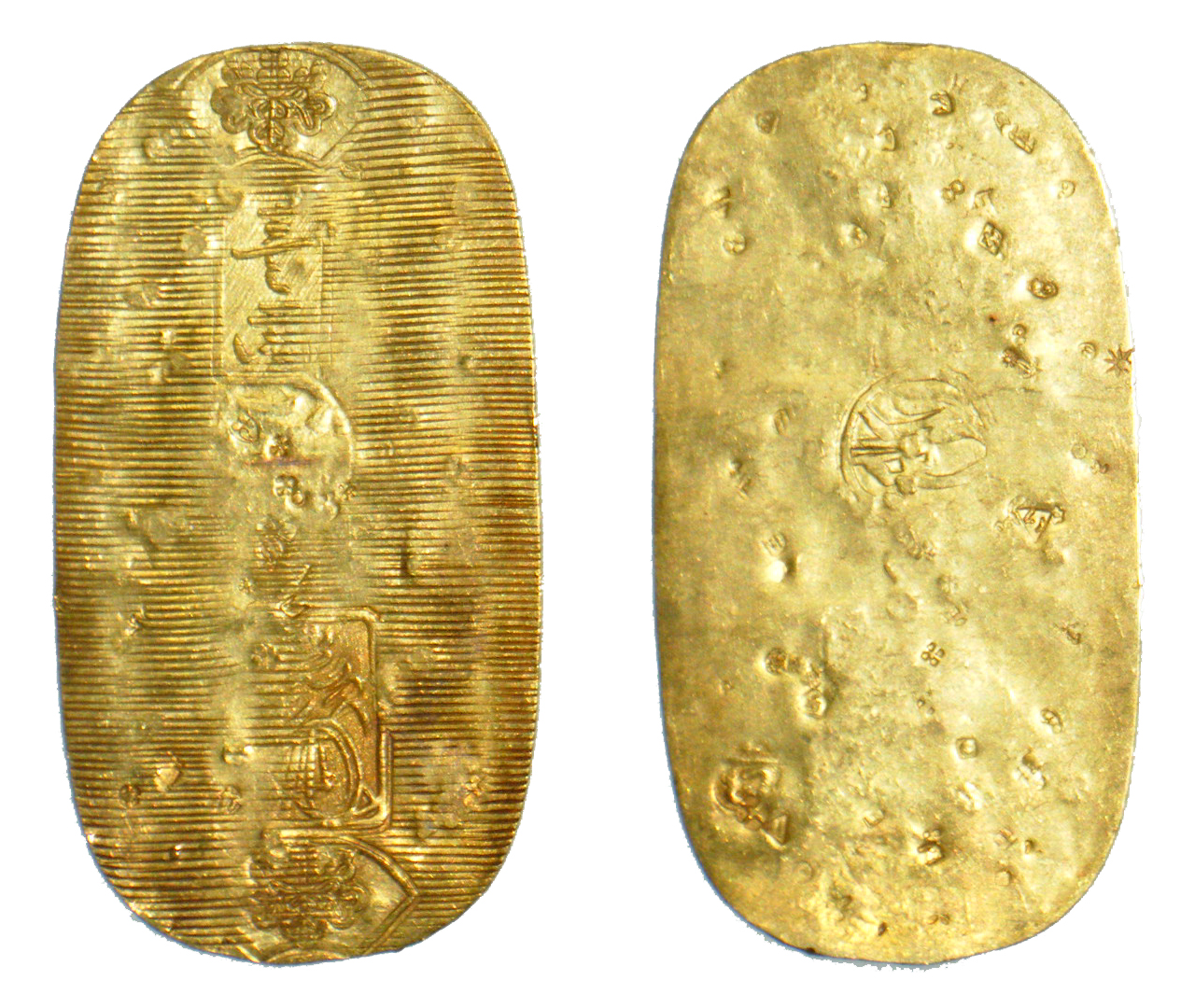
Монеты кэйтё кобан

- - 1-я луна — создания коммуникационной системы тэмма (яп. 伝馬) в регионе Токайдо силами Токугавы Иэясу;
  - Токугава Иэясу покорил род Уэсуги;
  - Начало чеканки монет кэйтё кобан (яп. 慶長小判);
- 7-й год Кэйтё (1602 год):
  - 24-й день 11-й луны (15 января 1602 года) — из-за халатности рабочих в храме Хокодзи (яп. 方広寺) в Киото начался пожар, уничтоживший статую большого Будды[8];
- 8-й год Кэйтё (1603 год):
  - Токугава Иэясу стал сёгуном;
  - Тоётоми Хидэёри получил титул найдайдзина в дайдзёкане[9];
  - в Эдо возведён мост Нихонбаси (яп. 日本橋);
- 9-й год Кэйтё (1604 год):
  - Большое землетрясение годов Кейтё (яп. 慶長の大地震 Кейтё: но дайдзисин) в тихоокеанском регионе Японии;
  - Эпидемия оспы и кори в регионе Кинки;
  - 9-й — 11-й годы Кэйтё (1604—1606 годы) — по приказу Токугавы Иэясу началось восстановление храма Асама (яп. 浅間神社) на горе Фудзияма в провинции Суруга во исполнение обета и в благодарность ками за помощь во время битвы при Сэкигахаре в 1600 году;[10]
- 10-й год Кэйтё (1605 год):
  - Токугава Иэясу передал своему сыну Хидэтаде титул «сёгун»;
  - началось создание первой официальной карты Японии в масштабе 1:280 000; работы были завершены в 1639 году[11];
  - извержение вулкана Асамаяма;
  - 15-й день 12-й луны (23 января 1605 года) — возник новый вулканический остров, Хатидзёкодзима, близ острова Хатидзёдзима в архипелаге Идзу, расположенного к югу и востоку от полуострова Идзу[9];
- 11-й год Кэйтё (1606 год):
  - началось строительство замка Эдо[9];
- 12-й год Кэйтё (1607 год):
  - время пожара была уничтожена резиденция Токугавы Иэясу в Сумпу;
  - началось восстановление замка Сумпу (яп. 駿府城) в провинции Суруга[9];
  - прибыл посол из Китая с приветствием императору Японии[9];

- 14-й год Кэйтё (1609 год):

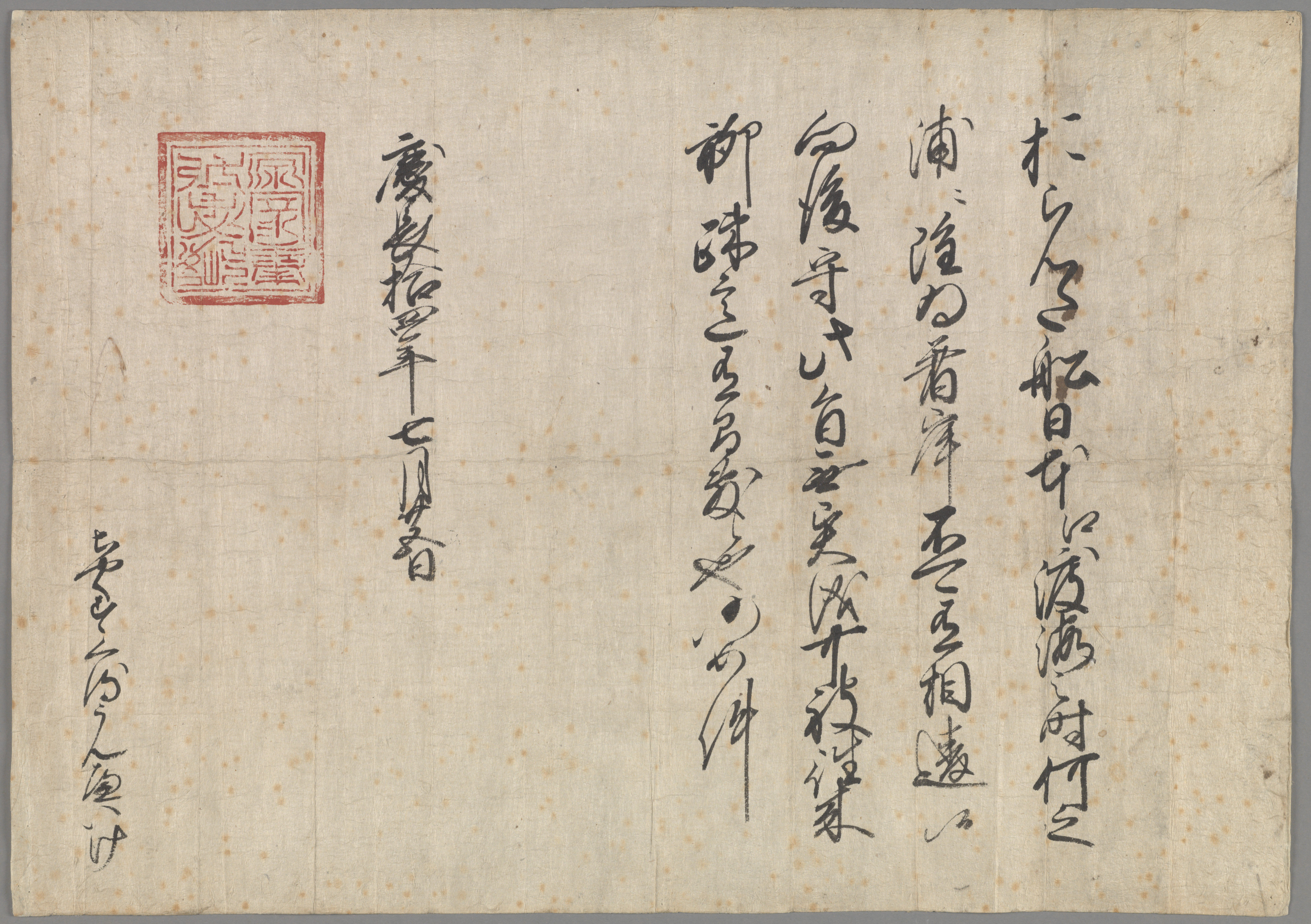
Указ Токугавы Иэясу о японско-голландской торговле от 1609 года

  - вторжение на Рюкю (яп. 琉球征伐) рода Симадзу из княжества Сацума;
  - Подписание мирного договора с Кореей;
  - 25-й день 6-й луны (24 августа 1609 года) — Токугава Иэясу издал разрешение на монопольную торговлю с Японией (нидерл. handelspas) для купцов Голландской Ост-Индской компании;
  - Основание голландской фактории на острове Хирадо;
- 15-й год Кэйтё (1610 год):
  - 30-й день 9-й луны (15 ноября 1610 год) — по приказу Тоётоми Хидэёри и по замыслам его отца началось восстановление храма Хокодзи; в частности, предполагалось поставить медную дайбуцу (статую гигантской Будды) вместо сгоревшей деревянной и отлить бронзовый колокол[12];
  - 27-й день 3-й луны (20 мая 1610 года) — Хидэёри посетил в Киото бывшего сёгуна Токугаву Иэясу; в тот же день император Го-Ёдзэй слагает с себя полномочия в пользу своего сына Масахито[9];
- 16-й год Кэйтё (1611 год):
  - на трон взошёл император Го-Мидзуноо;
- 18-й год Кэйтё (1613 год):
  - посольство годов Кэйтё (яп. 慶長使節 Кэйтё: сисэцу) — японская дипломатическая миссия по главе с Хасэкурой Цунэнагой. Послы следовали в Ватикан через Новую Испанию (прибытие в Акапулько и отбытие из Веракруса). Обратный путь в 1619 году они также проделали через Мексику, проплыв из Акапулько в Манилу, и прибыли на север Японии в 1620 году[13];

- 19-й год Кэйтё (1614 год):

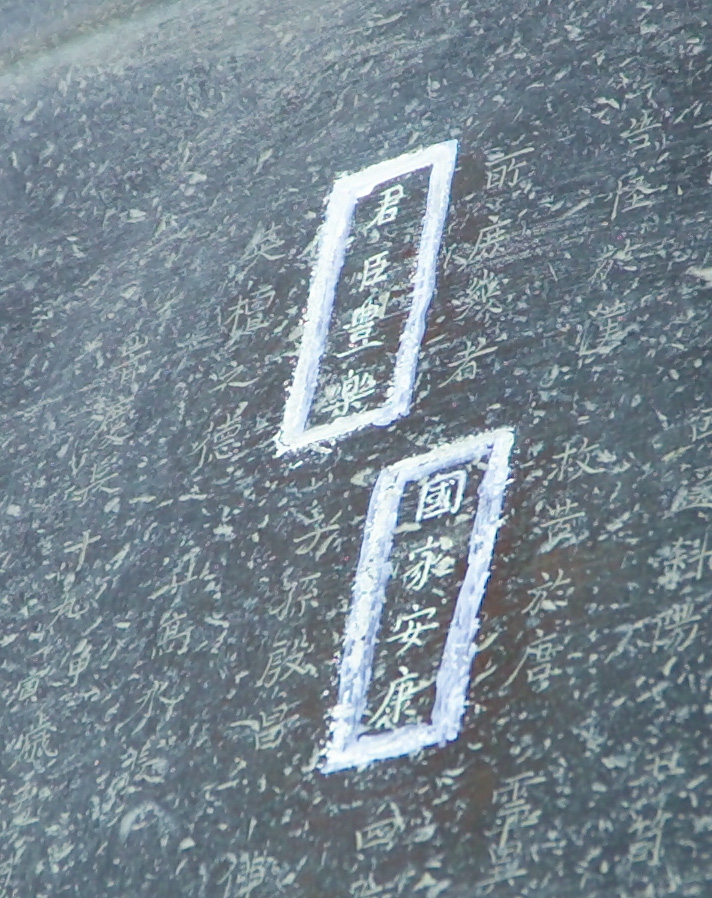
Надпись на колоколе Хокодзи

  - 19-й день 7-й луны (24 августа 1614 года) — был отлит новый бронзовый колокол для храма Хокодзи. Однако церемония освящения колокола была запрещена Токугавой Иэясу ввиду того, что надпись «кокка анко» на нём (значившая «дому и стране мир и спокойствие») была образована иероглифами, составлявшими его собственное имя — 家康 (ка-ко, «домашний покой»), между которыми стоял иероглиф 安 (ан, «мир»). Токугава воспринял это как недобрый знак: надпись якобы гласила, что мир может быть достигнут только в результате его расчленения. Это событие, вошедшее в историю под названием Случай с надписью на колоколе Хокодзи (яп. 方広寺鐘銘事件 хо: ко: дзи сё:мэй дзикэн), было лишь предлогом в борьбе за власть с Тоётоми Хидэёри, хотя последний не раз посылал кэрэя Катагири Кацумото к Иэясу с извинениями[14];
  - Начало зимней Осакской кампании Токугавы Иэясу[15];
- 20-й год Кэйтё (1615 год):
  - Начало летней Осакской кампании Токугавы Иэясу. Осакский замок захвачен, а род Тоётоми уничтожен;
  - 17 день 7 луны (9 сентября 1615 года) — изданы правила для императорского двора («Киндзю нараби-ни кугэ сёхатто»)[6];
  - 7 луна — издан Княжеский кодекс («Букэ сёхатто»)[6];
  - 25-й день 10-й луны (18 октября 1614 года) — сильное землетрясение в Киото[15];

### Прочее
- В годы Кэйтё чеканились медные, серебряные и золотые монеты, называемые кэйтё цухо — они помогли становлению единой денежной системы[16];
- Кэйтё-тоёкукан, также называемые Кэйтё синкоку бон — серия указов императора Го-Ёдзэя, напечатанных по технологии набора посредством подвижных литер, привезённых из царства Чосон на Корейском полуострове[17];
- Кэйтё но куцудзи бан — общее название для напечатанных подвижными литерами работ годов Кэйтё[18];
- Кэйтё кэммон сю («Услышнное и увиденное в годы Кэйтё»), или Кэмбун сю — коллекция баек и анекдотов, составленная Миурой Дзёсином (1565—1644)[19];

## Сравнительная таблица
Ниже представлена таблица соответствия японского традиционного и европейского летосчисления. В скобках к номеру года японской эры указано название соответствующего года из 60-летнего цикла китайской системы гань-чжи. Японские месяцы традиционно названы лунами.
| 1-й год Кэйтё (Огненная Обезьяна)     | 1-я луна*       | 2-я луна   | 3-я луна              | 4-я луна*               | 5-я луна                | 6-я луна* | 7-я луна                | 7-я луна (високосная) * | 8-я луна                | 9-я луна*  | 10-я луна                | 11-я луна*               | 12-я луна      |
| ------------------------------------- | --------------- | ---------- | --------------------- | ----------------------- | ----------------------- | --------- | ----------------------- | ----------------------- | ----------------------- | ---------- | ------------------------ | ------------------------ | -------------- |
| Григорианский календарь               | 30 января 1596  | 28 февраля | 29 марта              | 28 апреля               | 27 мая                  | 26 июня   | 25 июля                 | 24 августа              | 22 сентября             | 22 октября | 20 ноября                | 20 декабря               | 18 января 1597 |
| Юлианский календарь                   | 20 января 1596  | 18 февраля | 19 марта              | 18 апреля               | 17 мая                  | 16 июня   | 15 июля                 | 14 августа              | 12 сентября             | 12 октября | 10 ноября                | 10 декабря               | 8 января 1597  |
| 2-й год Кэйтё (Огненный Петух)        | 1-я луна*       | 2-я луна   | 3-я луна*             | 4-я луна                | 5-я луна                | 6-я луна* | 7-я луна                | 8-я луна*               | 9-я луна                | 10-я луна* | 11-я луна                | 12-я луна*               |                |
| Григорианский календарь               | 17 февраля 1597 | 18 марта   | 17 апреля             | 16 мая                  | 15 июня                 | 15 июля   | 13 августа              | 12 сентября             | 11 октября              | 10 ноября  | 9 декабря                | 8 января 1598            |                |
| Юлианский календарь                   | 7 февраля 1597  | 8 марта    | 7 апреля              | 6 мая                   | 5 июня                  | 5 июля    | 3 августа               | 2 сентября              | 1 октября               | 31 октября | 29 ноября                | 29 декабря               |                |
| 3-й год Кэйтё (Земляная Собака)       | 1-я луна        | 2-я луна*  | 3-я луна              | 4-я луна*               | 5-я луна                | 6-я луна* | 7-я луна                | 8-я луна                | 9-я луна*               | 10-я луна  | 11-я луна*               | 12-я луна                |                |
| Григорианский календарь               | 6 февраля 1598  | 8 марта    | 6 апреля              | 6 мая                   | 4 июня                  | 4 июля    | 2 августа               | 1 сентября              | 1 октября               | 30 октября | 29 ноября                | 28 декабря               |                |
| Юлианский календарь                   | 27 января 1598  | 26 февраля | 27 марта              | 26 апреля               | 25 мая                  | 24 июня   | 23 июля                 | 22 августа              | 21 сентября             | 20 октября | 19 ноября                | 18 декабря               |                |
| 4-й год Кэйтё (Земляная Свинья)       | 1-я луна*       | 2-я луна   | 3-я луна*             | 3-я луна (високосная) * | 4-я луна                | 5-я луна* | 6-я луна                | 7-я луна                | 8-я луна*               | 9-я луна   | 10-я луна                | 11-я луна*               | 12-я луна      |
| Григорианский календарь               | 27 января 1599  | 25 февраля | 27 марта              | 25 апреля               | 24 мая                  | 23 июня   | 22 июля                 | 21 августа              | 20 сентября             | 19 октября | 18 ноября                | 18 декабря               | 16 января 1600 |
| Юлианский календарь                   | 17 января 1599  | 15 февраля | 17 марта              | 15 апреля               | 14 мая                  | 13 июня   | 12 июля                 | 11 августа              | 10 сентября             | 9 октября  | 8 ноября                 | 8 декабря                | 6 января 1600  |
| 5-й год Кэйтё (Металлическая Крыса)   | 1-я луна*       | 2-я луна   | 3-я луна*             | 4-я луна*               | 5-я луна                | 6-я луна* | 7-я луна                | 8-я луна*               | 9-я луна                | 10-я луна  | 11-я луна                | 12-я луна*               |                |
| Григорианский календарь               | 15 февраля 1600 | 15 марта   | 14 апреля             | 13 мая                  | 11 июня                 | 11 июля   | 9 августа               | 8 сентября              | 7 октября               | 6 ноября   | 6 декабря                | 5 января 1601            |                |
| Юлианский календарь                   | 5 февраля 1600  | 5 марта    | 4 апреля              | 3 мая                   | 1 июня                  | 1 июля    | 30 июля                 | 29 августа              | 27 сентября             | 27 октября | 26 ноября                | 26 декабря               |                |
| 6-й год Кэйтё (Металлический Бык)     | 1-я луна        | 2-я луна*  | 3-я луна              | 4-я луна*               | 5-я луна*               | 6-я луна  | 7-я луна*               | 8-я луна*               | 9-я луна                | 10-я луна  | 11-я луна                | 11-я луна (високосная) * | 12-я луна      |
| Григорианский календарь               | 3 февраля 1601  | 5 марта    | 3 апреля              | 3 мая                   | 1 июня                  | 30 июня   | 30 июля                 | 28 августа              | 26 сентября             | 26 октября | 25 ноября                | 25 декабря               | 23 января 1602 |
| Юлианский календарь                   | 24 января 1601  | 23 февраля | 24 марта              | 23 апреля               | 22 мая                  | 20 июня   | 20 июля                 | 18 августа              | 16 сентября             | 16 октября | 15 ноября                | 15 декабря               | 13 января 1602 |
| 7-й год Кэйтё (Водяной Тигр)          | 1-я луна        | 2-я луна*  | 3-я луна              | 4-я луна*               | 5-я луна*               | 6-я луна* | 7-я луна                | 8-я луна*               | 9-я луна                | 10-я луна  | 11-я луна*               | 12-я луна                |                |
| Григорианский календарь               | 22 февраля 1602 | 24 марта   | 22 апреля             | 22 мая                  | 20 июня                 | 19 июля   | 17 августа              | 16 сентября             | 15 октября              | 14 ноября  | 14 декабря               | 12 января 1603           |                |
| Юлианский календарь                   | 12 февраля 1602 | 14 марта   | 12 апреля             | 12 мая                  | 10 июня                 | 9 июля    | 7 августа               | 6 сентября              | 5 октября               | 4 ноября   | 4 декабря                | 2 января 1603            |                |
| 8-й год Кэйтё (Водяной Кролик)        | 1-я луна        | 2-я луна   | 3-я луна*             | 4-я луна                | 5-я луна*               | 6-я луна* | 7-я луна                | 8-я луна*               | 9-я луна*               | 10-я луна  | 11-я луна                | 12-я луна*               |                |
| Григорианский календарь               | 11 февраля 1603 | 13 марта   | 12 апреля             | 11 мая                  | 10 июня                 | 9 июля    | 7 августа               | 6 сентября              | 5 октября               | 3 ноября   | 3 декабря                | 2 января 1604            |                |
| Юлианский календарь                   | 1 февраля 1603  | 3 марта    | 2 апреля              | 1 мая                   | 31 мая                  | 29 июня   | 28 июля                 | 27 августа              | 25 сентября             | 24 октября | 23 ноября                | 23 декабря               |                |
| 9-й год Кэйтё (Деревянный Дракон)     | 1-я луна        | 2-я луна   | 3-я луна*             | 4-я луна                | 5-я луна*               | 6-я луна  | 7-я луна*               | 8-я луна                | 8-я луна (високосная) * | 9-я луна*  | 10-я луна                | 11-я луна*               | 12-я луна      |
| Григорианский календарь               | 31 января 1604  | 1 марта    | 31 марта              | 29 апреля               | 29 мая                  | 27 июня   | 27 июля                 | 25 августа              | 24 сентября             | 23 октября | 21 ноября                | 21 декабря               | 19 января 1605 |
| Юлианский календарь                   | 21 января 1604  | 20 февраля | 21 марта              | 19 апреля               | 19 мая                  | 17 июня   | 17 июля                 | 15 августа              | 14 сентября             | 13 октября | 11 ноября                | 11 декабря               | 9 января 1605  |
| 10-й год Кэйтё (Деревянная Змея)      | 1-я луна        | 2-я луна*  | 3-я луна              | 4-я луна                | 5-я луна*               | 6-я луна  | 7-я луна*               | 8-я луна                | 9-я луна*               | 10-я луна* | 11-я луна                | 12-я луна*               |                |
| Григорианский календарь               | 18 февраля 1605 | 20 марта   | 18 апреля             | 18 мая                  | 17 июня                 | 16 июля   | 15 августа              | 13 сентября             | 13 октября              | 11 ноября  | 10 декабря               | 9 января 1606            |                |
| Юлианский календарь                   | 8 февраля 1605  | 10 марта   | 8 апреля              | 8 мая                   | 7 июня                  | 6 июля    | 5 августа               | 3 сентября              | 3 октября               | 1 ноября   | 30 ноября                | 30 декабря               |                |
| 11-й год Кэйтё (Огненная Лошадь)      | 1-я луна        | 2-я луна   | 3-я луна*             | 4-я луна                | 5-я луна*               | 6-я луна  | 7-я луна                | 8-я луна*               | 9-я луна                | 10-я луна* | 11-я луна                | 12-я луна*               |                |
| Григорианский календарь               | 7 февраля 1606  | 9 марта    | 8 апреля              | 7 мая                   | 6 июня                  | 5 июля    | 4 августа               | 3 сентября              | 2 октября               | 1 ноября   | 30 ноября                | 30 декабря               |                |
| Юлианский календарь                   | 28 января 1606  | 27 февраля | 29 марта              | 27 апреля               | 27 мая                  | 25 июня   | 25 июля                 | 24 августа              | 22 сентября             | 22 октября | 20 ноября                | 20 декабря               |                |
| 12-й год Кэйтё (Огненная Коза)        | 1-я луна*       | 2-я луна   | 3-я луна*             | 4-я луна                | 4-я луна (високосная) * | 5-я луна  | 6-я луна                | 7-я луна*               | 8-я луна                | 9-я луна   | 10-я луна*               | 11-я луна                | 12-я луна*     |
| Григорианский календарь               | 28 января 1607  | 26 февраля | 28 марта              | 26 апреля               | 26 мая                  | 24 июня   | 24 июля                 | 23 августа              | 21 сентября             | 21 октября | 20 ноября                | 19 декабря               | 18 января 1608 |
| Юлианский календарь                   | 18 января 1607  | 16 февраля | 18 марта              | 16 апреля               | 16 мая                  | 14 июня   | 14 июля                 | 13 августа              | 11 сентября             | 11 октября | 10 ноября                | 9 декабря                | 8 января 1608  |
| 13-й год Кэйтё (Земляная Обезьяна)    | 1-я луна        | 2-я луна*  | 3-я луна*             | 4-я луна                | 5-я луна*               | 6-я луна  | 7-я луна*               | 8-я луна                | 9-я луна                | 10-я луна  | 11-я луна*               | 12-я луна                |                |
| Григорианский календарь               | 16 февраля 1608 | 17 марта   | 15 апреля             | 14 мая                  | 13 июня                 | 12 июля   | 11 августа              | 9 сентября              | 9 октября               | 8 ноября   | 8 декабря                | 6 января 1609            |                |
| Юлианский календарь                   | 6 февраля 1608  | 7 марта    | 5 апреля              | 4 мая                   | 3 июня                  | 2 июля    | 1 августа               | 30 августа              | 29 сентября             | 29 октября | 28 ноября                | 27 декабря               |                |
| 14-й год Кэйтё (Земляной Петух)       | 1-я луна*       | 2-я луна   | 3-я луна*             | 4-я луна*               | 5-я луна                | 6-я луна* | 7-я луна                | 8-я луна*               | 9-я луна                | 10-я луна  | 11-я луна*               | 12-я луна                |                |
| Григорианский календарь               | 5 февраля 1609  | 6 марта    | 5 апреля              | 4 мая                   | 2 июня                  | 2 июля    | 31 июля                 | 30 августа              | 28 сентября             | 28 октября | 27 ноября                | 26 декабря               |                |
| Юлианский календарь                   | 26 января 1609  | 24 февраля | 26 марта              | 24 апреля               | 23 мая                  | 22 июня   | 21 июля                 | 20 августа              | 18 сентября             | 18 октября | 17 ноября                | 16 декабря               |                |
| 15-й год Кэйтё (Металлическая Собака) | 1-я луна        | 2-я луна*  | 2-я луна (високосная) | 3-я луна*               | 4-я луна*               | 5-я луна* | 6-я луна                | 7-я луна*               | 8-я луна                | 9-я луна   | 10-я луна*               | 11-я луна                | 12-я луна      |
| Григорианский календарь               | 25 января 1610  | 24 февраля | 25 марта              | 24 апреля               | 23 мая                  | 21 июня   | 20 июля                 | 19 августа              | 17 сентября             | 17 октября | 16 ноября                | 15 декабря               | 14 января 1611 |
| Юлианский календарь                   | 15 января 1610  | 14 февраля | 15 марта              | 14 апреля               | 13 мая                  | 11 июня   | 10 июля                 | 9 августа               | 7 сентября              | 7 октября  | 6 ноября                 | 5 декабря                | 4 января 1611  |
| 16-й год Кэйтё (Металлическая Свинья) | 1-я луна        | 2-я луна*  | 3-я луна              | 4-я луна*               | 5-я луна*               | 6-я луна* | 7-я луна                | 8-я луна*               | 9-я луна                | 10-я луна* | 11-я луна                | 12-я луна                |                |
| Григорианский календарь               | 13 февраля 1611 | 15 марта   | 13 апреля             | 13 мая                  | 11 июня                 | 10 июля   | 8 августа               | 7 сентября              | 6 октября               | 5 ноября   | 4 декабря                | 3 января 1612            |                |
| Юлианский календарь                   | 3 февраля 1611  | 5 марта    | 3 апреля              | 3 мая                   | 1 июня                  | 30 июня   | 29 июля                 | 28 августа              | 26 сентября             | 26 октября | 24 ноября                | 24 декабря               |                |
| 17-й год Кэйтё (Водяная Крыса)        | 1-я луна        | 2-я луна*  | 3-я луна              | 4-я луна                | 5-я луна*               | 6-я луна* | 7-я луна                | 8-я луна*               | 9-я луна*               | 10-я луна  | 10-я луна (високосная) * | 11-я луна                | 12-я луна      |
| Григорианский календарь               | 2 февраля 1612  | 3 марта    | 1 апреля              | 1 мая                   | 31 мая                  | 29 июня   | 28 июля                 | 27 августа              | 25 сентября             | 24 октября | 23 ноября                | 22 декабря               | 21 января 1613 |
| Юлианский календарь                   | 23 января 1612  | 22 февраля | 22 марта              | 21 апреля               | 21 мая                  | 19 июня   | 18 июля                 | 17 августа              | 15 сентября             | 14 октября | 13 ноября                | 12 декабря               | 11 января 1613 |
| 18-й год Кэйтё (Водяной Бык)          | 1-я луна        | 2-я луна*  | 3-я луна              | 4-я луна*               | 5-я луна                | 6-я луна* | 7-я луна                | 8-я луна*               | 9-я луна*               | 10-я луна  | 11-я луна*               | 12-я луна                |                |
| Григорианский календарь               | 20 февраля 1613 | 22 марта   | 20 апреля             | 20 мая                  | 18 июня                 | 18 июля   | 16 августа              | 15 сентября             | 14 октября              | 12 ноября  | 12 декабря               | 10 января 1614           |                |
| Юлианский календарь                   | 10 февраля 1613 | 12 марта   | 10 апреля             | 10 мая                  | 8 июня                  | 8 июля    | 6 августа               | 5 сентября              | 4 октября               | 2 ноября   | 2 декабря                | 31 декабря               |                |
| 19-й год Кэйтё (Деревянный Тигр)      | 1-я луна        | 2-я луна*  | 3-я луна              | 4-я луна                | 5-я луна*               | 6-я луна  | 7-я луна*               | 8-я луна                | 9-я луна*               | 10-я луна* | 11-я луна                | 12-я луна*               |                |
| Григорианский календарь               | 9 февраля 1614  | 11 марта   | 9 апреля              | 9 мая                   | 8 июня                  | 7 июля    | 6 августа               | 4 сентября              | 4 октября               | 2 ноября   | 1 декабря                | 31 декабря               |                |
| Юлианский календарь                   | 30 января 1614  | 1 марта    | 30 марта              | 29 апреля               | 29 мая                  | 27 июня   | 27 июля                 | 25 августа              | 24 сентября             | 23 октября | 21 ноября                | 21 декабря               |                |
| 20-й год Кэйтё (Деревянный Кролик)    | 1-я луна        | 2-я луна*  | 3-я луна              | 4-я луна                | 5-я луна*               | 6-я луна  | 6-я луна (високосная) * | 7-я луна                | 8-я луна                | 9-я луна*  | 10-я луна                | 11-я луна*               | 12-я луна*     |
| Григорианский календарь               | 29 января 1615  | 28 февраля | 29 марта              | 28 апреля               | 28 мая                  | 26 июня   | 26 июля                 | 24 августа              | 23 сентября             | 23 октября | 21 ноября                | 21 декабря               | 19 января 1616 |
| Юлианский календарь                   | 19 января 1615  | 18 февраля | 19 марта              | 18 апреля               | 18 мая                  | 16 июня   | 16 июля                 | 14 августа              | 13 сентября             | 13 октября | 11 ноября                | 11 декабря               | 9 января 1616  |

* звёздочкой отмечены короткие месяцы (луны) продолжительностью 29 дней. Остальные месяцы длятся 30 дней.